# ابراهیم پیرنعمتی
ابراهیم پیرنعمتی (زادهٔ ۱۳۳۸ در اردبیل) نمایندهٔ حوزهٔ انتخابیهٔ اردبیل در دورهٔ پنجم مجلس شورای اسلامی بوده‌است.